# Daytime Emmy Award de la meilleure jeune actrice dans une série télévisée dramatique
Le Daytime Emmy Award de la meilleure jeune actrice dans une série télévisée dramatique fait partie des Daytime Emmy Awards décernés à la performance d'une personne contribuant à un programme de télévision (acteur, actrice, présentateur) par l'Académie nationale des arts et des sciences de la télévision en l'honneur de l'excellence dans les programmes de télévision diffusés en journée (« day-time »).

## Palmarès
| Année                    | Actrice                 | Programme                     | Rôle | Réseau | Référence |
| ------------------------ | ----------------------- | ----------------------------- | ---- | ------ | --------- |
| 1985                     |                         |                               |      |        |           |
| Tracey E. Bregman        | Les Feux de l'amour     | Lauren Fenmore Williams       | CBS  | [ 1 ]  |           |
| Kristian Alfonso         | Des jours et des vies   | Hope Williams                 | NBC  | [ 2 ]  |           |
| Melissa Leo              | La Force du destin      | Linda Warner                  | ABC  | [ 2 ]  |           |
| Lisa Trusel              | Des jours et des vies   | Melissa Anderson              | NBC  | [ 2 ]  |           |
| Tasia Valenza            | La Force du destin      | Dottie Thornton               | ABC  | [ 2 ]  |           |
| 1986                     |                         |                               |      |        |           |
| Ellen Wheeler            | Another World           | Marley Love/Vicky Love        | NBC  | [ 3 ]  |           |
| Martha Byrne             | As the World Turns      | Lily Walsh                    | CBS  | [ 4 ]  |           |
| Jane Krakowski           | Search for Tomorrow     | T.R. Kendall                  | NBC  | [ 4 ]  |           |
| Debbi Morgan             | La Force du destin      | Angie Baxter Hubbard          | ABC  | [ 4 ]  |           |
| Robin Wright             | Santa Barbara           | Kelly Capwell                 | NBC  | [ 4 ]  |           |
| 1987                     |                         |                               |      |        |           |
| Martha Byrne             | As the World Turns      | Lily Walsh                    | CBS  | [ 5 ]  |           |
| Tracey E. Bregman        | Les Feux de l'amour     | Lauren Fenmore                | CBS  | [ 6 ]  |           |
| Jane Krakowski           | Search for Tomorrow     | T.R. Kendall                  | NBC  | [ 6 ]  |           |
| Krista Tesreau           | Haine et Passion        | Mindy Lewis                   | CBS  | [ 6 ]  |           |
| Robin Wright             | Santa Barbara           | Kelly Capwell                 | NBC  | [ 6 ]  |           |
| 1988                     |                         |                               |      |        |           |
| Julianne Moore           | As the World Turns      | Frannie Hughes/Sabrina Hughes | CBS  | [ 7 ]  |           |
| Tichina Arnold           | Ryan's Hope             | Zena Brown                    | ABC  | [ 8 ]  |           |
| Andrea Evans             | On ne vit qu'une fois   | Tina Lord                     | ABC  | [ 8 ]  |           |
| Lauren Holly             | La Force du destin      | Julie Chandler                | ABC  | [ 8 ]  |           |
| Robin Wright             | Santa Barbara           | Kelly Capwell                 | NBC  | [ 8 ]  |           |
| 1989                     |                         |                               |      |        |           |
| Kimberly McCullough      | Hôpital central         | Robin Scorpio                 | ABC  | [ 9 ]  |           |
| Noelle Beck              | Loving                  | Trisha Alden                  | ABC  | [ 10 ] |           |
| Martha Byrne             | As the World Turns      | Lily Walsh                    | CBS  | [ 10 ] |           |
| Anne Heche               | Another World           | Marley Hudson/Vicky Hudson    | NBC  | [ 10 ] |           |
| 1990                     |                         |                               |      |        |           |
| Cady McClain             | La Force du destin      | Dixie Cooney                  | ABC  | [ 11 ] |           |
| Kimberly McCullough      | Hôpital central         | Robin Scorpio                 | ABC  | [ 12 ] |           |
| Charlotte Ross           | Des jours et des vies   | Eve Donovan                   | NBC  | [ 12 ] |           |
| Liz Vassey               | La Force du destin      | Emily Ann Sago                | ABC  | [ 12 ] |           |
| 1991                     |                         |                               |      |        |           |
| Anne Heche               | Another World           | Marley Hudson/Vicky Hudson    | NBC  | [ 13 ] |           |
| Tricia Cast              | Les Feux de l'amour     | Nina Webster Chancellor       | CBS  | [ 14 ] |           |
| Kimberly McCullough      | Hôpital central         | Robin Scorpio                 | ABC  | [ 14 ] |           |
| Ashley Peldon            | Haine et Passion        | Marah Lewis                   | CBS  | [ 14 ] |           |
| Charlotte Ross           | Des jours et des vies   | Eve Donovan                   | NBC  | [ 14 ] |           |
| 1992                     |                         |                               |      |        |           |
| Tricia Cast              | Les Feux de l'amour     | Nina Webster Chancellor       | CBS  | [ 15 ] |           |
| Beth Ehlers (en)         | Haine et Passion        | Harley Cooper                 | CBS  | [ 16 ] |           |
| Alla Korot               | Another World           | Jenna Norris                  | NBC  | [ 16 ] |           |
| Cady McClain             | La Force du destin      | Dixie Cooney                  | ABC  | [ 16 ] |           |
| Melissa Reeves           | Des jours et des vies   | Jennifer Horton Deveraux      | NBC  | [ 16 ] |           |
| 1993                     |                         |                               |      |        |           |
| Heather Tom              | Les Feux de l'amour     | Victoria Newman               | CBS  | [ 17 ] |           |
| Beth Ehlers (en)         | Haine et Passion        | Harley Cooper                 | CBS  | [ 18 ] |           |
| Melissa Hayden           | Haine et Passion        | Bridget Reardon               | CBS  | [ 18 ] |           |
| Sydney Penny             | Santa Barbara           | B. J. Walker                  | NBC  | [ 18 ] |           |
| Kelly Ripa               | La Force du destin      | Hayley Vaughan                | ABC  | [ 18 ] |           |
| 1994                     |                         |                               |      |        |           |
| Melissa Hayden           | Haine et Passion        | Bridget Reardon               | CBS  | [ 19 ] |           |
| Martha Byrne             | As the World Turns      | Lily Walsh Grimaldi           | CBS  | [ 20 ] |           |
| Sarah Michelle Gellar    | La Force du destin      | Kendall Hart                  | ABC  | [ 20 ] |           |
| Melina Kanakaredes       | Haine et Passion        | Eleni Andros Cooper           | CBS  | [ 20 ] |           |
| Heather Tom              | Les Feux de l'amour     | Victoria Newman               | CBS  | [ 20 ] |           |
| 1995                     |                         |                               |      |        |           |
| Sarah Michelle Gellar    | La Force du destin      | Kendall Hart                  | ABC  | [ 21 ] |           |
| Kimberly McCullough      | Hôpital central         | Robin Scorpio                 | ABC  | [ 22 ] |           |
| Rachel Miner             | Haine et Passion        | Michelle Bauer                | CBS  | [ 22 ] |           |
| Heather Tom              | Les Feux de l'amour     | Victoria Newman               | CBS  | [ 22 ] |           |
| 1996                     |                         |                               |      |        |           |
| Kimberly McCullough      | Hôpital central         | Robin Scorpio                 | ABC  | [ 23 ] |           |
| Kimberly J. Brown        | Haine et Passion        | Marah Lewis                   | CBS  | [ 24 ] |           |
| Martha Byrne             | As the World Turns      | Lily Walsh Grimaldi           | CBS  | [ 24 ] |           |
| Sharon Case              | Les Feux de l'amour     | Sharon Collins                | CBS  | [ 24 ] |           |
| Heather Tom              | Les Feux de l'amour     | Victoria Newman               | CBS  | [ 24 ] |           |
| 1997                     |                         |                               |      |        |           |
| Sarah Brown              | Hôpital central         | Carly Roberts                 | ABC  | [ 25 ] |           |
| Sharon Case              | Les Feux de l'amour     | Sharon Newman                 | CBS  | [ 26 ] |           |
| Christie Clark           | Des jours et des vies   | Carrie Brady                  | NBC  | [ 26 ] |           |
| Kimberly McCullough      | Hôpital central         | Robin Scorpio                 | ABC  | [ 26 ] |           |
| Heather Tom              | Les Feux de l'amour     | Victoria Newman               | CBS  | [ 26 ] |           |
| 1998                     |                         |                               |      |        |           |
| Sarah Brown              | Hôpital central         | Carly Roberts                 | ABC  | [ 27 ] |           |
| Christie Clark           | Des jours et des vies   | Carrie Brady                  | NBC  | [ 28 ] |           |
| Camryn Grimes            | Les Feux de l'amour     | Cassie Newman                 | CBS  | [ 28 ] |           |
| Rhonda Ross Kendrick     | Another World           | Toni Burrell                  | NBC  | [ 28 ] |           |
| Heather Tom              | Les Feux de l'amour     | Victoria Newman               | CBS  | [ 28 ] |           |
| 1999                     |                         |                               |      |        |           |
| Heather Tom              | Les Feux de l'amour     | Victoria Newman               | CBS  | [ 29 ] |           |
| Sarah Brown              | Hôpital central         | Carly Benson                  | ABC  | [ 30 ] |           |
| Camryn Grimes            | Les Feux de l'amour     | Cassie Newman                 | CBS  | [ 30 ] |           |
| Rebecca Herbst           | Hôpital central         | Elizabeth Webber              | ABC  | [ 30 ] |           |
| Ashley Jones             | Les Feux de l'amour     | Megan Dennison                | CBS  | [ 30 ] |           |
| Sherri Saum              | Sunset Beach            | Vanessa Hart                  | NBC  | [ 30 ] |           |
| 2000                     |                         |                               |      |        |           |
| Camryn Grimes            | Les Feux de l'amour     | Cassie Newman                 | CBS  | [ 31 ] |           |
| Adrienne Frantz          | Amour, Gloire et Beauté | Amber Forrester               | CBS  | [ 32 ] |           |
| Ashley Jones             | Les Feux de l'amour     | Megan Dennison                | CBS  | [ 32 ] |           |
| Heather Tom              | Les Feux de l'amour     | Victoria Newman               | CBS  | [ 32 ] |           |
| Erin Torpey              | On ne vit qu'une fois   | Jessica Buchanan              | ABC  | [ 32 ] |           |
| 2001                     |                         |                               |      |        |           |
| Adrienne Frantz          | Amour, Gloire et Beauté | Ambre Moore                   | CBS  | [ 33 ] |           |
| Terri Colombino          | As the World Turns      | Katie Peretti                 | CBS  | [ 34 ] |           |
| Annie Parisse            | As the World Turns      | Julia Lindsey                 | CBS  | [ 34 ] |           |
| Eden Riegel              | La Force du destin      | Bianca Montgomery             | ABC  | [ 34 ] |           |
| Kristina Sisco (en)      | As the World Turns      | Abigail Williams              | CBS  | [ 34 ] |           |
| 2002                     |                         |                               |      |        |           |
| Jennifer Finnigan        | Amour, Gloire et Beauté | Bridget Forrester             | CBS  | [ 35 ] |           |
| Jessica Jimenez          | Haine et Passion        | Catalina Quesada              | CBS  | [ 36 ] |           |
| Lindsey McKeon           | Haine et Passion        | Marah Lewis                   | CBS  | [ 36 ] |           |
| Eden Riegel              | La Force du destin      | Bianca Montgomery             | ABC  | [ 36 ] |           |
| Kristina Sisco (en)      | As the World Turns      | Abigail Williams              | CBS  | [ 36 ] |           |
| 2003                     |                         |                               |      |        |           |
| Jennifer Finnigan        | Amour, Gloire et Beauté | Bridget Forrester             | CBS  | [ 37 ] |           |
| Adrienne Frantz          | Amour, Gloire et Beauté | Ambre Moore                   | CBS  | [ 38 ] |           |
| Lindsey McKeon           | Haine et Passion        | Marah Lewis                   | CBS  | [ 38 ] |           |
| Erin Hershey Presley     | Port Charles            | Alison Barrington             | ABC  | [ 38 ] |           |
| Alicia Leigh Willis      | Hôpital central         | Courtney Matthews             | CBS  | [ 38 ] |           |
| 2004                     |                         |                               |      |        |           |
| Jennifer Finnigan        | Amour, Gloire et Beauté | Bridget Forrester             | CBS  | [ 39 ] |           |
| Christel Khalil          | Les Feux de l'amour     | Lily Winters                  | CBS  | [ 40 ] |           |
| Eden Riegel              | La Force du destin      | Bianca Montgomery             | ABC  | [ 40 ] |           |
| Alicia Leigh Willis      | Hôpital central         | Courtney Matthews             | CBS  | [ 40 ] |           |
| Lauren Woodland          | Les Feux de l'amour     | Brittany Hodges               | CBS  | [ 40 ] |           |
| 2005                     |                         |                               |      |        |           |
| Eden Riegel              | La Force du destin      | Bianca Montgomery             | ABC  | [ 41 ] |           |
| Jennifer Ferrin          | As the World Turns      | Jennifer Munson               | CBS  | [ 42 ] |           |
| Alexa Havins             | La Force du destin      | Babe Carey                    | ABC  | [ 42 ] |           |
| Crystal Hunt             | Haine et Passion        | Lizzie Spaulding              | CBS  | [ 42 ] |           |
| Adrianne León            | Hôpital central         | Brook Lynn Ashton             | ABC  | [ 42 ] |           |
| 2006                     |                         |                               |      |        |           |
| Jennifer Landon          | As the World Turns      | Gwen Norbeck                  | CBS  | [ 43 ] |           |
| Mandy Bruno              | Haine et Passion        | Marina Cooper                 | CBS  | [ 44 ] |           |
| Camryn Grimes            | Les Feux de l'amour     | Cassie Newman                 | CBS  | [ 44 ] |           |
| Christel Khalil          | Les Feux de l'amour     | Lily Winters                  | CBS  | [ 44 ] |           |
| Leven Rambin             | La Force du destin      | Lily Montgomery               | ABC  | [ 44 ] |           |
| 2007                     |                         |                               |      |        |           |
| Jennifer Landon          | As the World Turns      | Gwen Norbeck                  | CBS  | [ 45 ] |           |
| Julie Marie Berman       | Hôpital central         | Lulu Spencer                  | ABC  | [ 46 ] |           |
| Alexandra Chando         | As the World Turns      | Maddie Coleman                | CBS  | [ 46 ] |           |
| Stephanie Gatschet       | Haine et Passion        | Tammy Layne Winslow           | CBS  | [ 46 ] |           |
| Leven Rambin             | La Force du destin      | Lily Montgomery               | ABC  | [ 46 ] |           |
| 2008                     |                         |                               |      | [ 46 ] |           |
| Jennifer Landon          | As the World Turns      | Gwen Norbeck                  | CBS  | [ 47 ] |           |
| Vail Bloom               | Les Feux de l'amour     | Heather Stevens               | CBS  | [ 48 ] |           |
| Rachel Melvin            | Des jours et des vies   | Chelsea Brady                 | NBC  | [ 48 ] |           |
| Emily O'Brien            | Les Feux de l'amour     | Jana Hawkes                   | CBS  | [ 48 ] |           |
| Tammin Sursok            | Les Feux de l'amour     | Colleen Carlton               | CBS  | [ 48 ] |           |
| 2009                     |                         |                               |      | [ 48 ] |           |
| Julie Marie Berman       | Hôpital central         | Lulu Spencer                  | ABC  | [ 49 ] |           |
| Meredith Hagner (en)     | As the World Turns      | Liberty Ciccone               | CBS  | [ 50 ] |           |
| Rachel Melvin            | Des jours et des vies   | Chelsea Brady                 | NBC  | [ 50 ] |           |
| Emily O'Brien            | Les Feux de l'amour     | Jana Hawkes Fisher            | CBS  | [ 50 ] |           |
| Kirsten Storms           | Hôpital central         | Maxie Jones                   | ABC  | [ 50 ] |           |
| 2010                     |                         |                               |      | [ 50 ] |           |
| Julie Marie Berman       | Hôpital central         | Lulu Spencer                  | ABC  | [ 51 ] |           |
| Molly Burnett            | Des jours et des vies   | Melanie Layton                | NBC  | [ 52 ] |           |
| Shelley Hennig           | Des jours et des vies   | Stephanie Johnson             | NBC  | [ 52 ] |           |
| Christel Khalil          | Les Feux de l'amour     | Lily Winters                  | CBS  | [ 52 ] |           |
| Marnie Schulenburg       | As the World Turns      | Alison Stewart                | CBS  | [ 52 ] |           |
| 2011                     |                         |                               |      | [ 52 ] |           |
| Brittany Allen           | La Force du destin      | Marissa Chandler              | ABC  | [ 53 ] |           |
| Lexi Ainsworth           | Hôpital central         | Kristina Davis                | ABC  | [ 54 ] |           |
| Emily O'Brien            | Les Feux de l'amour     | Jana Hawkes                   | CBS  | [ 54 ] |           |
| 2012                     |                         |                               |      |        |           |
| Christel Khalil          | Les Feux de l'amour     | Lily Winters                  | CBS  | [ 55 ] |           |
| Molly Burnett            | Des jours et des vies   | Melanie Jonas                 | NBC  | [ 56 ] |           |
| Shelley Hennig           | Des jours et des vies   | Stephanie Johnson             | NBC  | [ 56 ] |           |
| Jacqueline MacInnes Wood | Amour, Gloire et Beauté | Steffy Forrester              | CBS  | [ 56 ] |           |
| 2013                     |                         |                               |      | [ 56 ] |           |
| Kristen Alderson         | Hôpital central         | Starr Manning                 | ABC  | [ 57 ] |           |
| Hunter King              | Les Feux de l'amour     | Summer Newman                 | CBS  | [ 58 ] |           |
| Jacqueline MacInnes Wood | Amour, Gloire et Beauté | Steffy Forrester              | CBS  | [ 58 ] |           |
| Lindsey Morgan           | Hôpital central         | Kristina Davis                | ABC  | [ 58 ] |           |

## Totale récompense donné
| Récompenses | Programme               |
| ----------- | ----------------------- |
| 10          | Hôpital central         |
| 8           | Les Feux de l'amour     |
| 5           | As the World Turns      |
| 4           | La Force du destin      |
| 4           | Amour, Gloire et Beauté |
| 2           | Another World           |
| 1           | Des jours et des vies   |
| 1           | Haine et Passion        |

## Multiple récompense
| Récompenses | Actrice             |
| ----------- | ------------------- |
| 3           | Jennifer Finnigan   |
| 3           | Jennifer Landon     |
| 2           | Julie Marie Berman  |
| 2           | Sarah Joy Brown     |
| 2           | Hunter King         |
| 2           | Kimberly McCullough |
| 2           | Heather Tom         |

## Multiple nominations
| Nominations | Actrice                  |
| ----------- | ------------------------ |
| 8           | Heather Tom              |
| 6           | Kimberly McCullough      |
| 5           | Martha Byrne             |
| 5           | Hunter King              |
| 4           | Camryn Grimes            |
| 4           | Christel Khalil          |
| 4           | Eden Riegel              |
| 3           | Kristen Alderson         |
| 3           | Julie Berman             |
| 3           | Sarah Joy Brown          |
| 3           | Reign Edwards            |
| 3           | Jennifer Finnigan        |
| 3           | Adrienne Frantz          |
| 3           | Jennifer Landon          |
| 3           | Chloe Lanier             |
| 3           | Emily O'Brien            |
| 3           | Robin Wright             |
| 2           | Lexi Ainsworth           |
| 2           | Tracey E. Bregman        |
| 2           | Molly Burnett            |
| 2           | Sharon Case              |
| 2           | Tricia Cast              |
| 2           | Christie Clark           |
| 2           | Reign Edwards            |
| 2           | Beth Ehlers              |
| 2           | Hayley Erin              |
| 2           | Sarah Michelle Gellar    |
| 2           | Melissa Hayden           |
| 2           | Anne Heche               |
| 2           | Shelley Hennig           |
| 2           | Ashley Jones             |
| 2           | Olivia Rose Keegan       |
| 2           | Jane Krakowski           |
| 2           | Rachel Melvin            |
| 2           | Cady McClain             |
| 2           | Jacqueline MacInnes Wood |
| 2           | Lindsey McKeon           |
| 2           | Leven Rambin             |
| 2           | Charlotte Ross           |
| 2           | Kristina Sisco           |
| 2           | Alicia Leigh Willis      |